# Pierre Truche
Pierre Truche, né le 1er novembre 1929 à Lyon et mort le 20 mars 2020 dans la même ville, est un magistrat français.
Son nom reste attaché au procès de Klaus Barbie : lui qui avait suivi toute l'instruction en tant que procureur général, il a occupé le siège du ministère public lors du procès contre l'ancien nazi en 1987.

## Biographie
Pierre Truche est le fils d'un employé d'une soierie lyonnaise.
Il commence sa carrière judiciaire comme juge suppléant à Dijon (1954-1957). Il prend ensuite des fonctions au parquet comme substitut à Arras (1957-1959), à Dijon (1959-1961), à Lyon (1961-1969), premier substitut à Lyon (1969-1973), procureur-adjoint à Lyon (1973-1977). 
Il se fait remarquer lors des procès de l'incendie du 5-7 en 1972 et des fausses factures de Lyon en 1974.
Il est détaché comme directeur des études à l'École nationale de la magistrature (ENM) (1977-1978) et revient au parquet comme avocat général près la cour d'appel de Grenoble (1978-1982), procureur de la République à Marseille (1982-1984), procureur général près la cour d'appel de Lyon (1984-1988), procureur général près la cour d'appel de Paris (1988-1992), procureur général près la Cour de cassation (1992-1996) puis, passant aux plus hautes fonctions du siège, premier président de la Cour de cassation (1996-1999).
À Marseille, il a à traiter de l'enquête sur la mort de René Lucet, jamais élucidée.
Parallèlement à ses fonctions judiciaires, il siège dans diverses instances de réflexion et de propositions comme membre de la commission « Justice pénale et droits de l'homme » (1988), président de la commission de réflexion sur la justice (1997), président de la Commission nationale consultative des droits de l'homme (CNCDH) (1999), président de la Commission nationale de déontologie de la sécurité (CNDS) (2001-2006), membre de la  commission chargée de proposer une révision du statut pénal du chef de l'État (2002).
À partir du 19 juillet 1999, il est premier président honoraire de la Cour de cassation.
De sa fondation à 2015, il préside l'Association française pour l'histoire de la justice,.
Il a enseigné pendant dix ans les libertés publiques à l'École nationale supérieure de la Police.
Il a été membre du Syndicat de la magistrature,.
Il meurt à Lyon dans la nuit du 20 au 21 mars 2020, des suites d'un cancer,.

## Décorations
Pierre Truche est nommé au grade de chevalier dans l'ordre national de la Légion d'honneur puis fait chevalier de l'ordre. Il est promu au grade d'officier dans l'ordre et fait officier de l'ordre le 27 mai 1988. Il est ensuite promu au grade de commandeur le 13 juillet 1995 au titre de « procureur général près la Cour de cassation » et fait commandeur de l'ordre le 27 août 1995. Le 31 décembre 1999, il est élevé à la dignité de grand officier au titre de « premier président honoraire de la Cour de cassation » et fait grand officier le 27 mars 2000. Le 13 juillet 2016, il est élevé à la dignité de grand-croix au titre de « premier président honoraire de la Cour de cassation ».

## Œuvres
- L'Anarchiste et son Juge : à propos de l'assassinat de Sadi Carnot, Fayard, 1994, 192 p. (ISBN 978-2213592787).
- Juger, être jugé : le magistrat face aux autres et à lui-même, Fayard, 2001  (ISBN 2-213-60985-3).